# Sanctuaire Notre-Dame du Suc
Le sanctuaire Notre-Dame du Suc est une basilique située à Brissac dans le département français de l'Hérault et la région Occitanie.

## Localisation
Le sanctuaire est localisé au Suc à Brissac.
Il est situé à 45 km au nord de Montpellier. Il est adossé au massif de la Séranne, au sein des Causses et Cévennes, zone inscrite depuis juin 2011 au Patrimoine mondial de l'UNESCO. Il domine la vallée de l'Hérault à 325 m d'altitude.

## Description
Le sanctuaire actuel est de style néo byzantin. Ses dépendances comprennent notamment une terrasse, une grotte de Lourdes et une Vierge de la montagne.
En patois languedocien, "suc" signifie tertre ou colline.

## Historique
Le lieu faisait autrefois l'objet d'un culte celtique. Le culte chrétien remonte au VIIe siècle. Selon la tradition, une statue de la Vierge Marie tenant l’enfant Jésus dans ses bras y a été découverte au VIIIe siècle, décidant les Bénédictins de Brissac d'y construire une chapelle  (mentionnée au cartulaire de Maguelone en 1271).
La chapelle a été rebâtie en 1700 par Jean de Courdurier, conseiller du roi, pour remercier la Vierge d'un bienfait.
Le sanctuaire actuel a été construit en 1860 par l’architecte M. Chapot, du Vigan. Il a été érigé en basilique mineure en 1954. Il accueille des pèlerinages tout au long de l’année et depuis 1875 au moins.
En 2025, à l’occasion du Jubilé de l’Espérance, le sanctuaire a été désigné par Norbert Turini, évêque de Montpellier, comme l’une des dix églises jubilaires du diocèse.

## Galerie

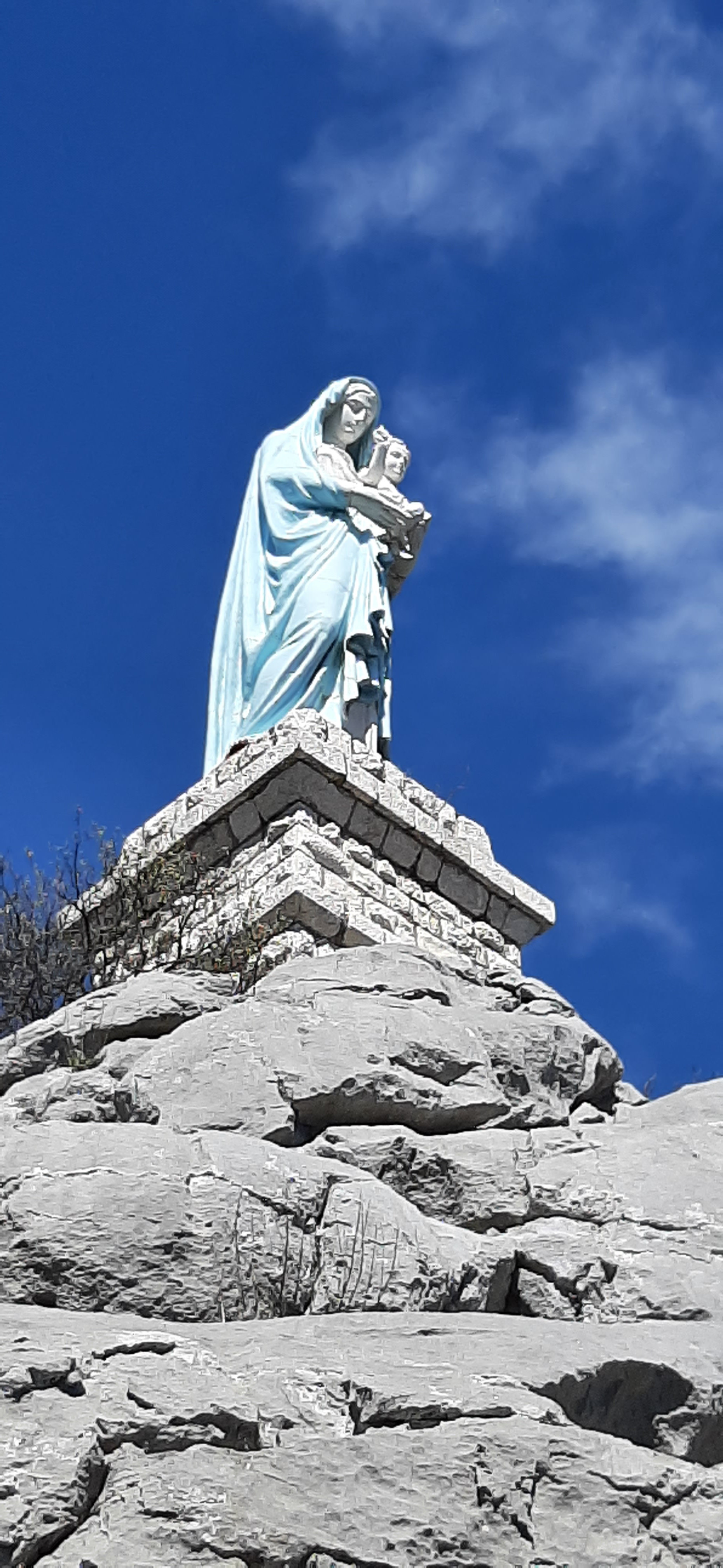
Statue de la Vierge au-dessus du sanctuaire Notre-Dame du Suc.
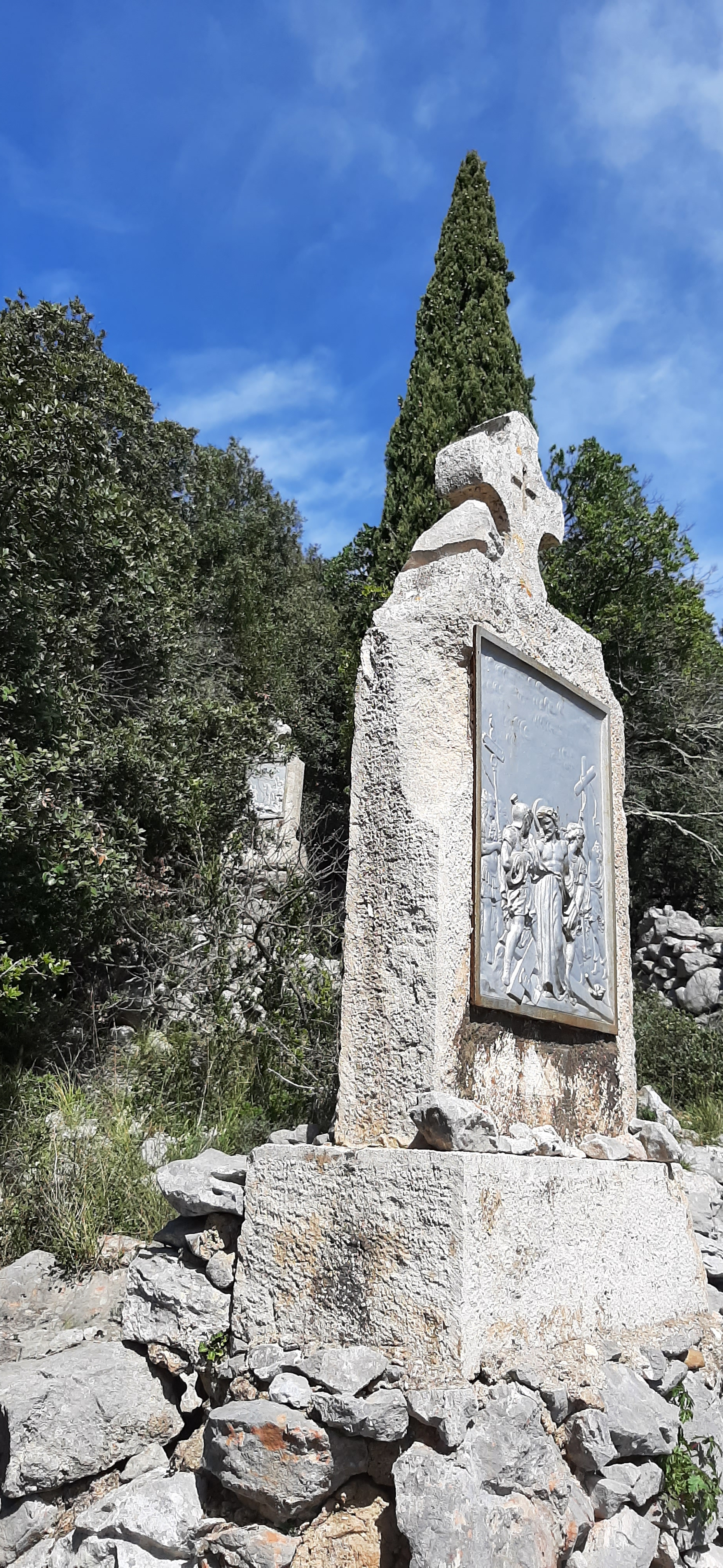
Chemin de croix au-dessus du sanctuaire.
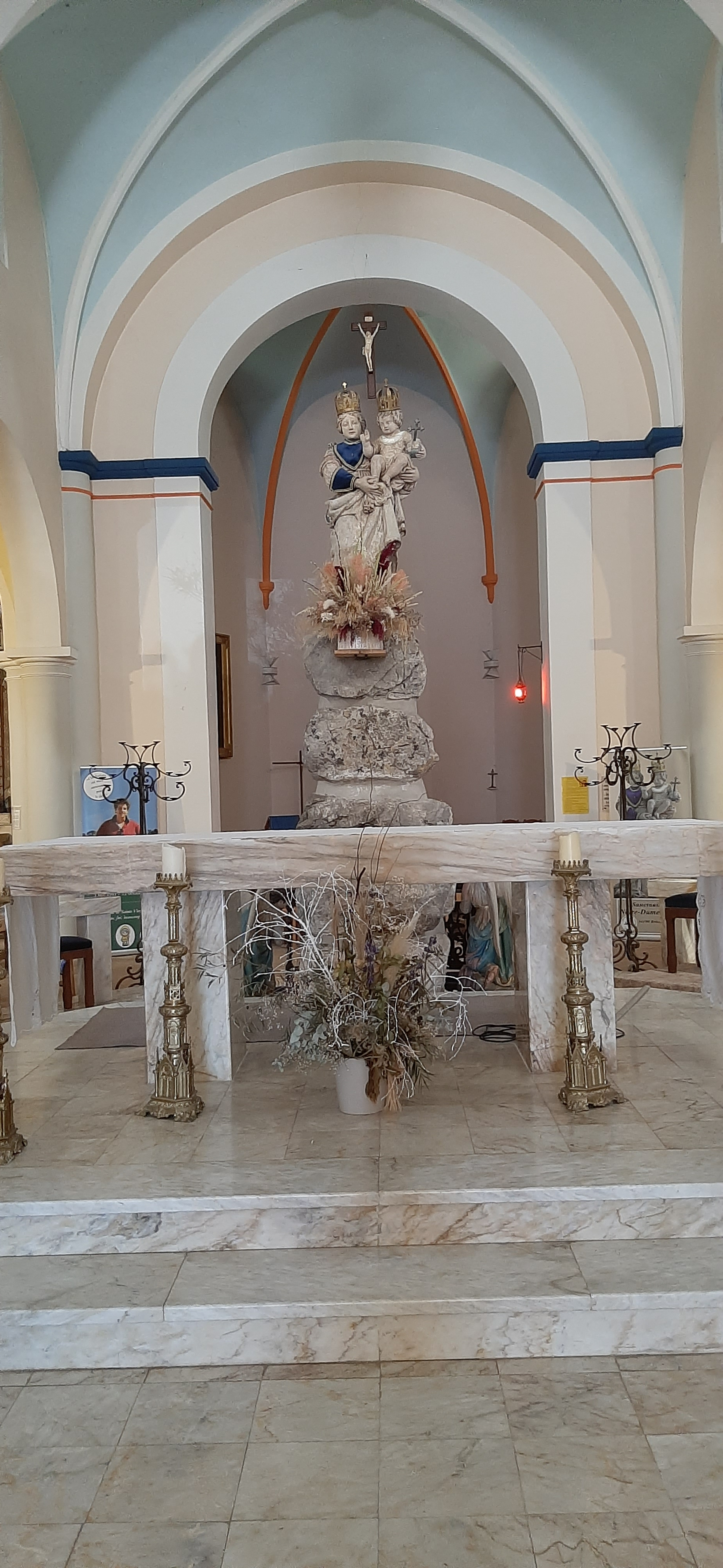
Statue de la Vierge à l'enfant.
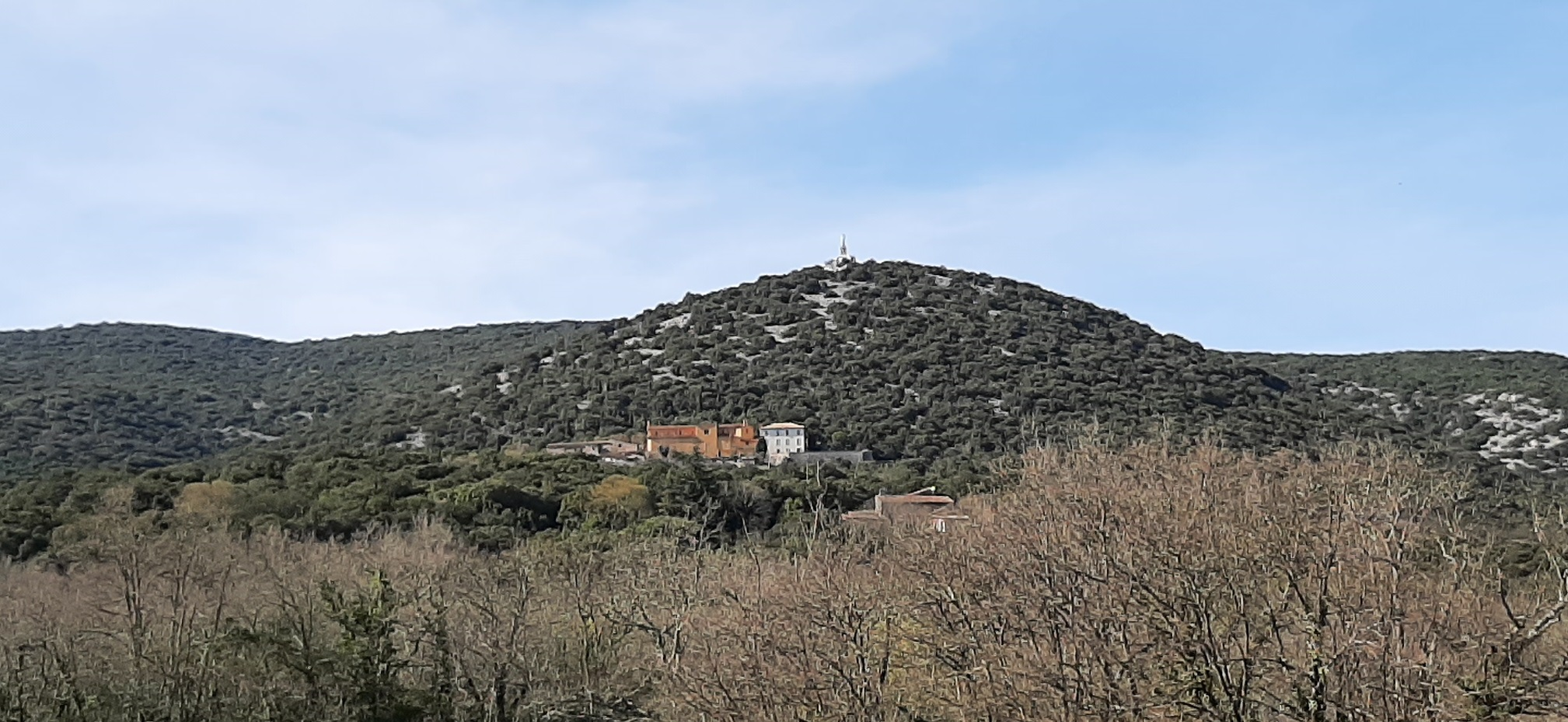
Vue de loin, le sanctuaire et la statue en haut de la colline.
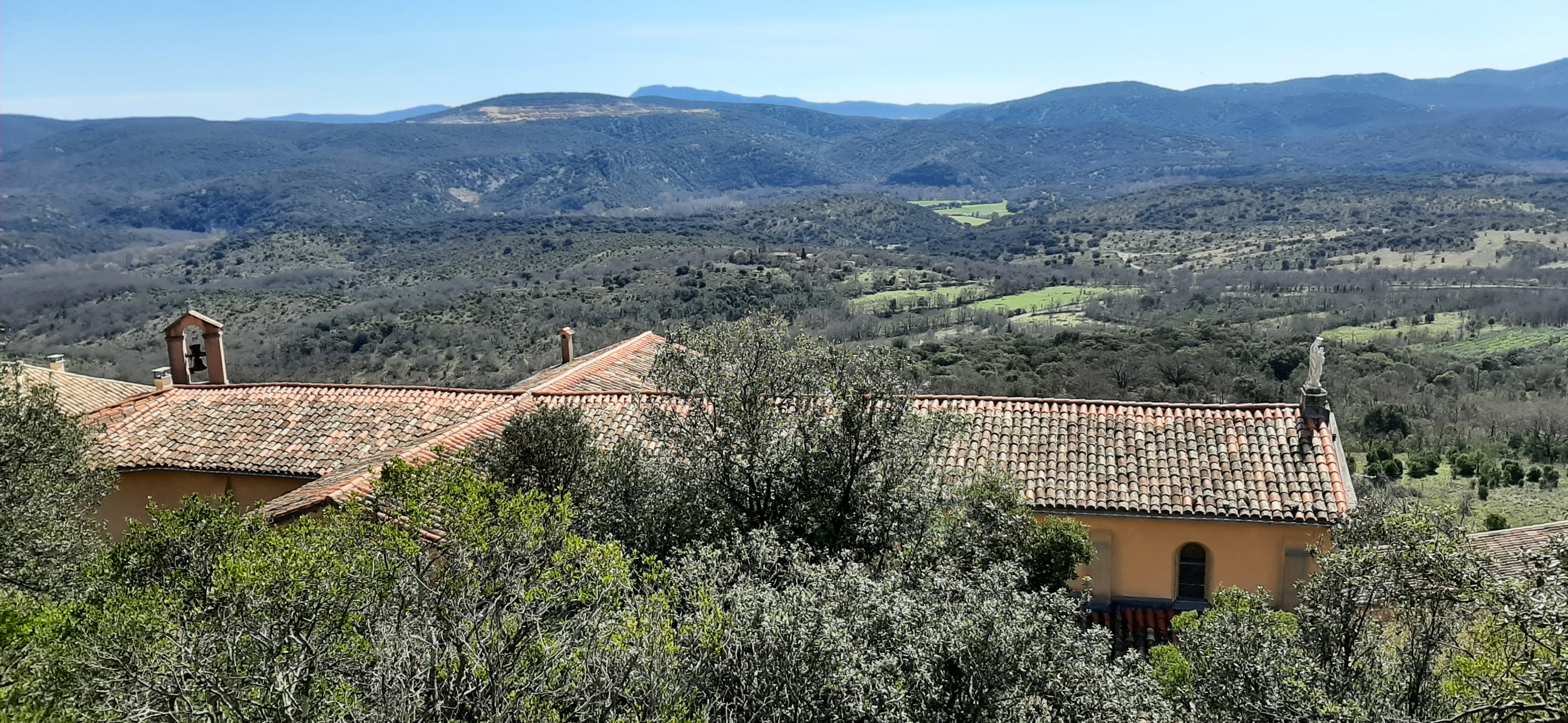
Toiture du sanctuaire et paysage.